# سلوی کلوا
سلوی کلوا (انگلیسی: Selvi Clua؛ زادهٔ ۲۹ ژانویهٔ ۲۰۰۵) بازیکن فوتبال اهل اسپانیا است.